# Le Lapin Agile

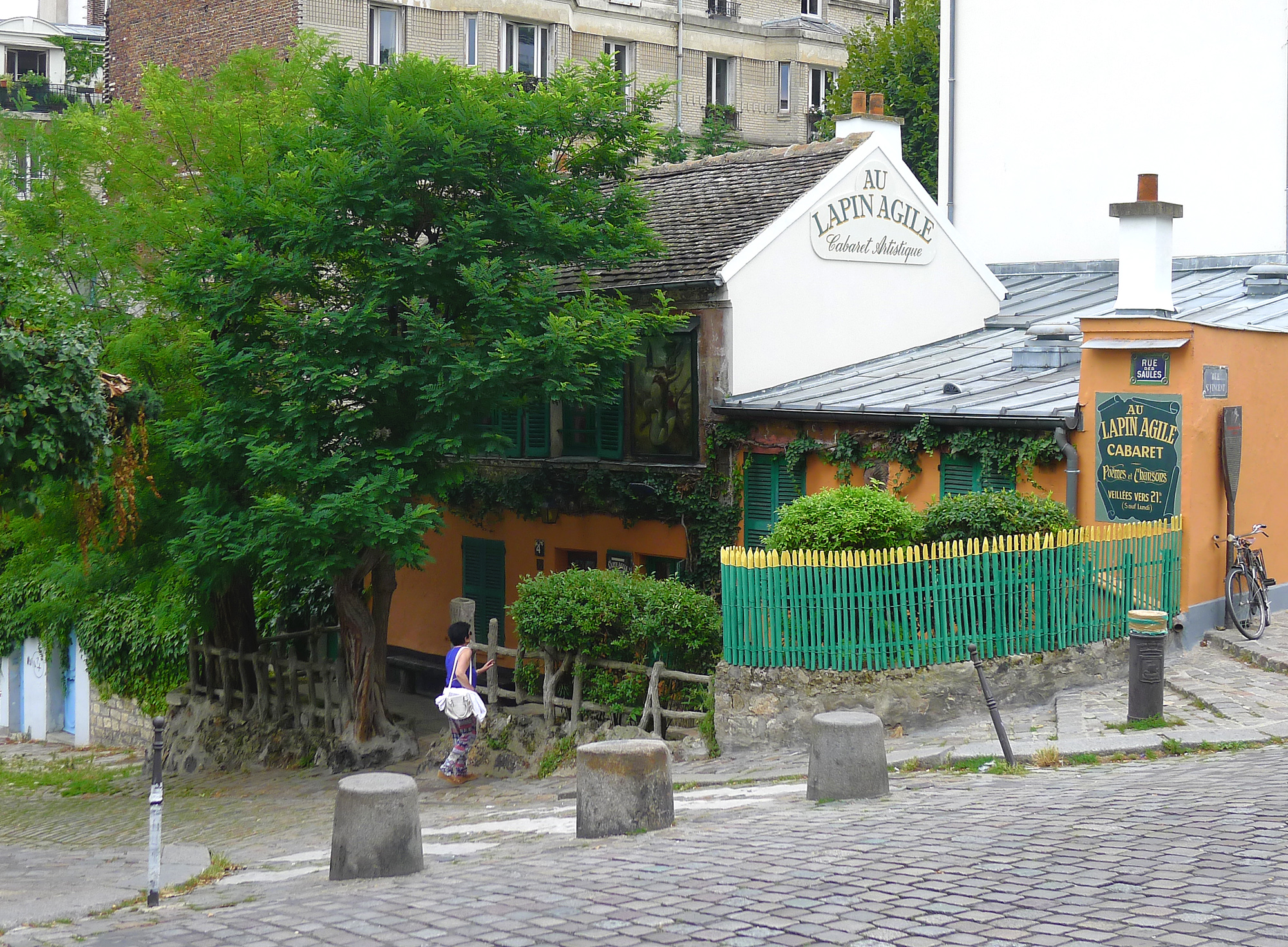
Au Lapin Agile, 2014

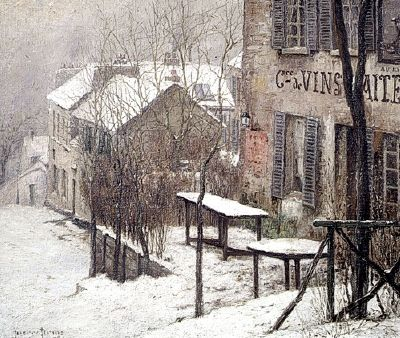
Le Lapin Agile, 1890 auf einem Gemälde von Pierre Ernest Prins

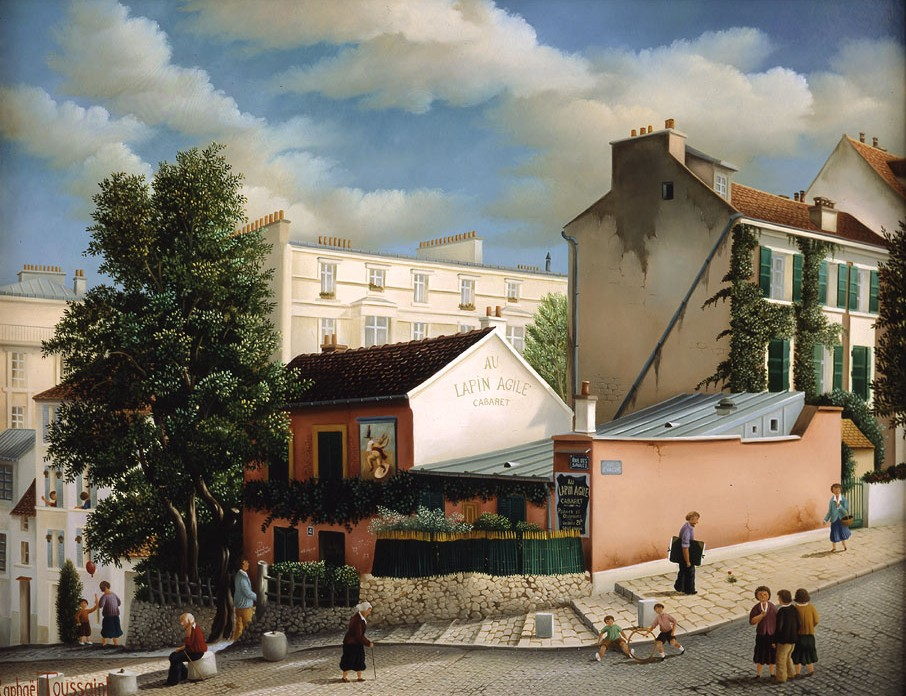
Le Lapin Agile, 1987 gemalt von Raphaël Toussaint

Le Lapin Agile, oder Au Lapin Agile, ist ein kleines traditionsreiches Pariser Kabarett in der Rue des Saules (Nr. 22) auf dem Montmartre-Hügel im 18. Arrondissement, in dem seit dem 19. Jahrhundert in einem familiären Rahmen Kleinkünstler ihre eigenen Gedichte und Lieder vortragen.

## Geschichte

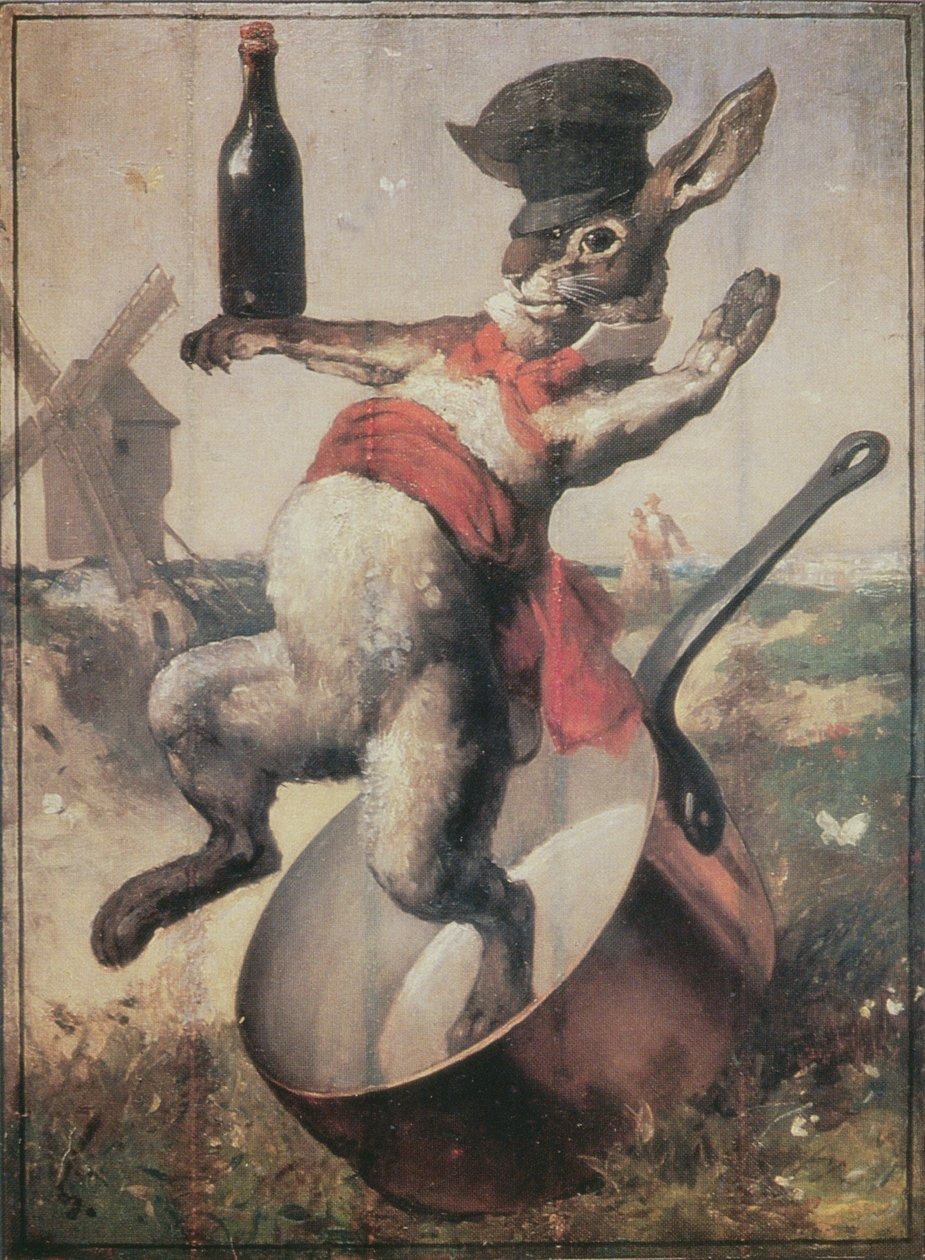
André Gill: Das flinke Kaninchen, 1875

An der Stelle des späteren Kabaretts und beliebten Treffpunkts der Künstler vom Montmartre existierte bereits 1860, zur Zeit der Eingemeindung Montmartres, eine Schänke. Diese wechselte mehrmals den Namen. Zunächst als „Au rendez-vous des voleurs“ („Zum Treffpunkt der Diebe“) bekannt, hieß sie dann – nach Wandmalereien oder Gemälden, die die schaurigen Taten verschiedener Serienmörder schilderten, darunter die von Troppmann – „Cabaret des Assassins“ („Kabarett der Mörder“) und später „Ma Campagne“. Schließlich nahm das Kabarett nach einem Schild (1875) von André Gill, dessen Kopie noch heute an der Fassade befestigt ist und ein Wortspiel enthält, seinen heutigen Namen an. Es zeigt ein Kaninchen (französisch lapin), das flink (frz. agile) aus der Pfanne hüpft, und ist gleichzeitig eine Anspielung darauf, dass dieses „Kaninchen von Gill“ (frz. lapin à Gill) gemalt wurde. Aristide Bruant erwarb das Etablissement 1902 und ließ es von Frédéric Gérard, genannt „Père Frédé“, führen. Um den abends Gitarre und Cello spielenden „Père Frédé“ versammelten sich damals unbekannte Künstler wie Picasso und Schriftsteller, die spielten, rezitierten oder gemeinsam sangen. 1922 verkaufte Bruant das Kabarett an dessen Sohn Paul, genannt Paulo, der es im Sinne seines Vaters weiterführte.
Picasso porträtierte 1904 in dem Gemälde La Femme à la Corneille (Die Frau mit der Krähe) Marguerite Luc, genannt Margot, die Stieftochter Gérards. 1905 folgte das Gemälde Au Lapin Agile, in dem er sich als Harlekin in Begleitung von Germaine Pichot porträtierte. Im Hintergrund ist der Betreiber des Kabaretts, Frédéric Gérard, mit Gitarre zu sehen. Das Gemälde hing bis 1912 im Kabarett, wurde dann für umgerechnet 20 Dollar verkauft und 1989 zum Preis von 40,7 Millionen Dollar versteigert. Es gehört seit 1992 aufgrund einer Stiftung zum Bestand des Metropolitan Museum of Art.
Der Esel Gérards namens „Lolo“ ging in die Kunstgeschichte ein. Im Pariser Salon des Indépendants wurde 1910 ein Gemälde eines fiktiven Italieners namens Joachim-Raphaël Boronali mit dem Titel Sonnenuntergang über der Adria ausgestellt – eine Meereskomposition mit Boot, versehen mit wirren Linien. Der Journalist Roland Dorgelès, einer der Urheber der Aktion, gestand später, dass diese, gemeint als Angriff auf die Kunst der Avantgarde, auf dem Gemälde von einem Eselsschwanz produziert worden seien. Der Name „Boronali“ des angeblichen Künstlers geht als Anagramm auf den bekannten Esel „Aliboron“ aus den Fabeln von La Fontaine zurück. Zwei Jahre später nannten
Michail Fjodorowitsch Larionow und Natalija Sergejewna Gontscharowa ihre erste Ausstellung in Moskau La queue de l’âne – Eselsschwanz. Der Titel stammte von Larionow, der die französische Avantgarde damit lächerlich machen wollte, seiner Meinung nach könne man in Paris die Malerei nicht mehr von Machwerken unterscheiden, die selbst ein Esel ausführen könne.

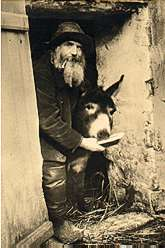
Frédéric Gérard mit seinem Esel Lolo
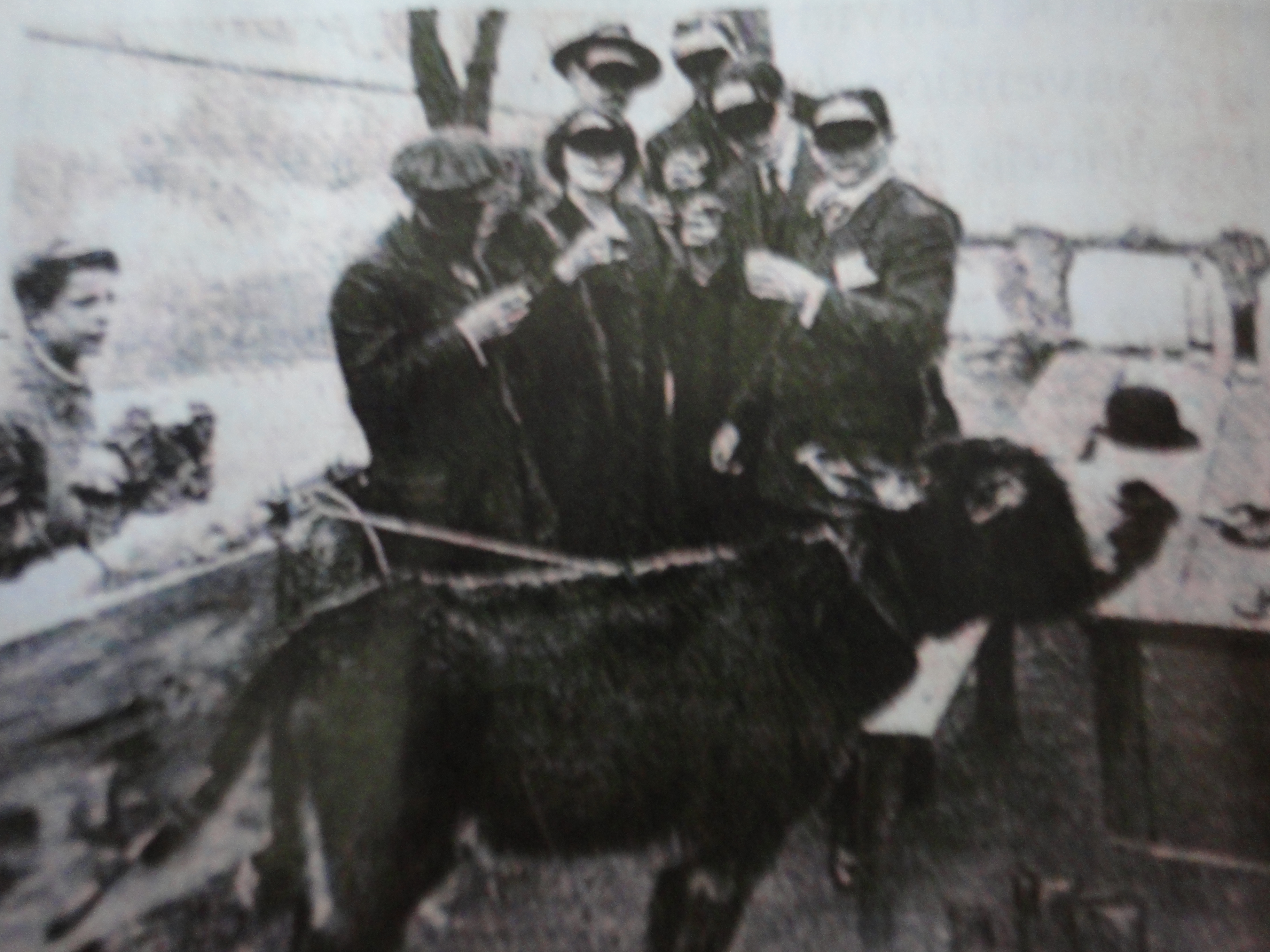
Lolo bei der Arbeit
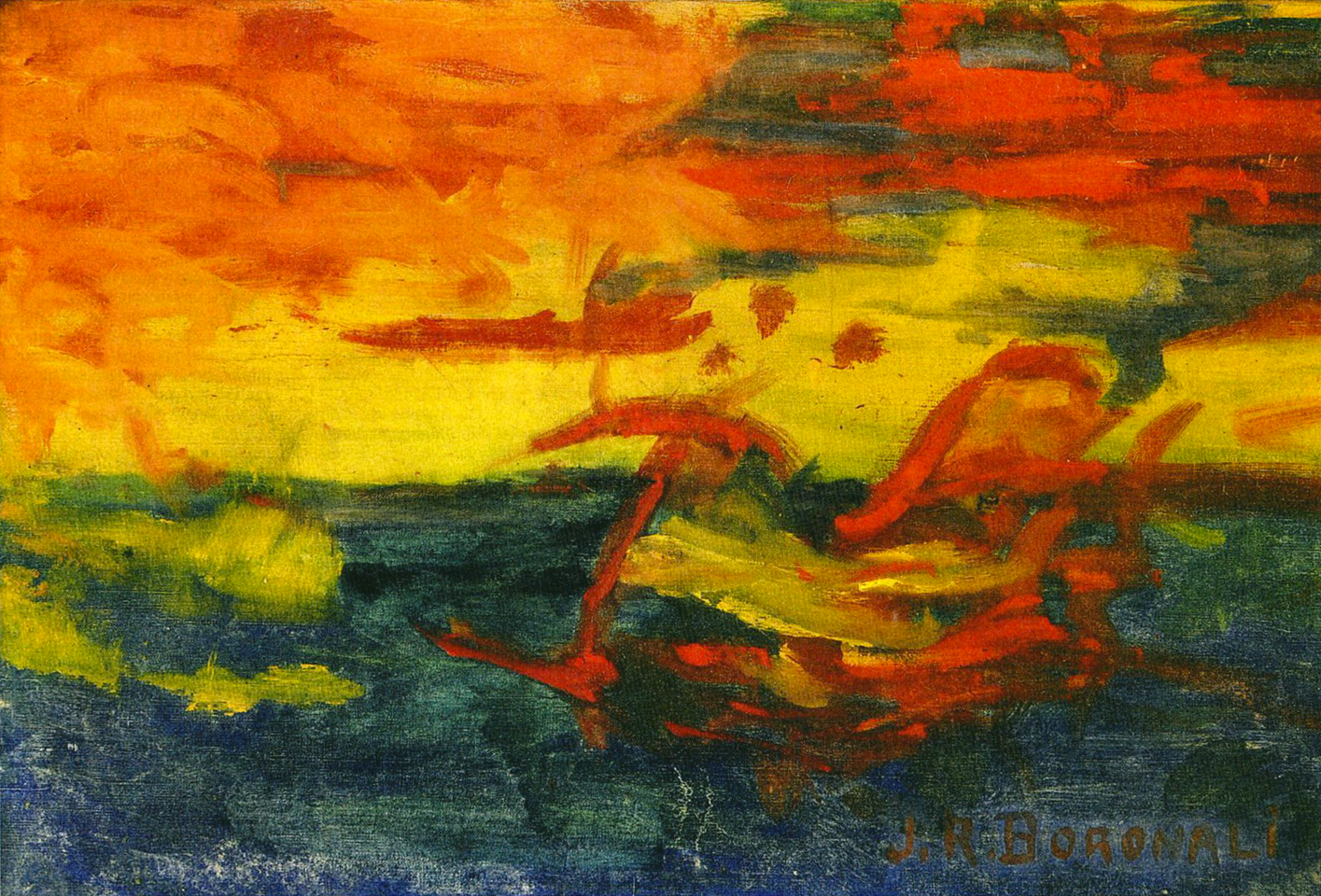
Das von Boronali (Lolo) bearbeitete Gemälde
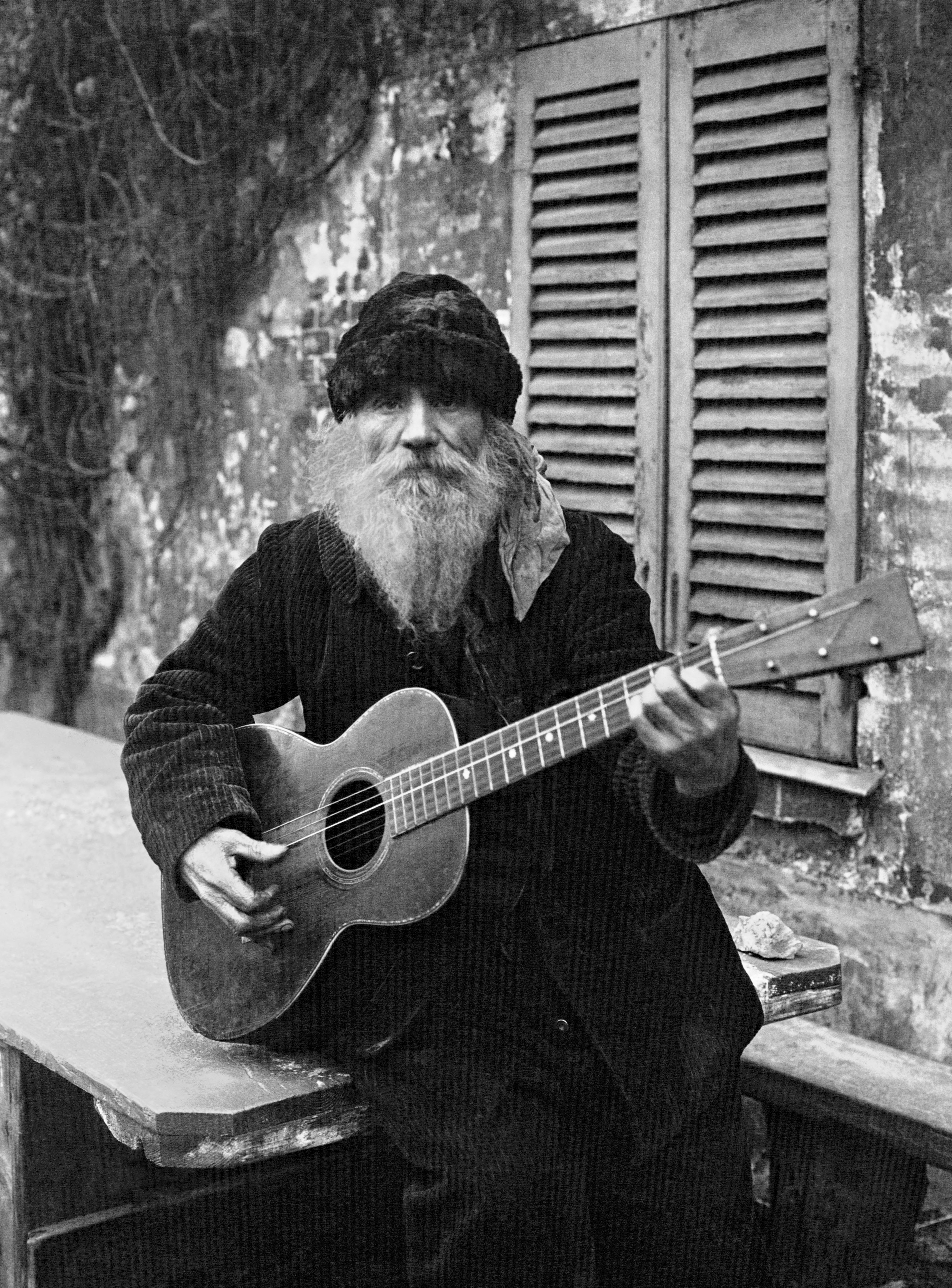
Frédéric Gérard mit Gitarre

Um 1915 schuf Maurice Utrillo die Außenansicht Le Lapin Agile (Öl auf Karton), das im Februar 2009 bei Christie’s für über 234.000 Dollar versteigert wurde.
Im Lapin Agile verkehrten neben Picasso und Utrillo unter anderem die französischen Schriftsteller und Dichter Courteline (1828–1929), Paul Arène (1843–1896), Verlaine (1844–1896), Max Jacob (1876–1944), Apollinaire (1880–1918), Francis Carco (1886–1958), der Journalist und Humorist Alphonse Allais (1854–1905), die französischen Maler, Zeichner und Illustratoren Renoir (1841–1919), Pierre Ernest Prins (1848–1913), Jean-Louis Forain (1852–1931), Jules Depaquit (1869–1924), der russische Karikaturist Caran d’Ache (1854–1909), der Schauspieler und spätere Theaterdirektor Charles Dullin (1885–1949). Für den Chansonnier Georges Brassens begann an diesem Ort im Jahr 1951 die Karriere. Zu weiteren Vortragenden zählten etwa Annie Girardot oder Claude Nougaro.
Im Jahr 1972 überließ Paulo Gérard die Leitung des Kabaretts seinem Schwiegersohn Yves Mathieu, der auch gegenwärtig der Eigentümer ist.
1993 verfasste der amerikanische Schauspieler Steve Martin das Bühnenstück Picasso at the Lapin Agile. Es beschreibt ein imaginäres Treffen im Jahr 1904 von Pablo Picasso und Albert Einstein im Lapin Agile.